# Otto Metterhausen
Otto Johann Herman Metterhausen (* 12. August 1861 in Wittenburg; † 2. Oktober 1943 in Schwerin) war ein deutscher Verwaltungsbeamter, Parlamentarier (MdL) und niederdeutscher Schriftsteller.

## Leben
Otto Metterhausen wurde 1861 als Sohn des Theologen Ludwig Metterhausen geboren. Nach dem Besuch des Gymnasiums in Güstrow machte er eine Lehre im Steuerwesen. Er war dann zunächst als Steuerbeamter in Mecklenburg und in Hamburg tätig, bevor er Sekretär und Bürovorsteher im Großherzoglichen Statistischen Amt in Schwerin wurde. Von 1919 bis 1926 war er Direktor des Statistischen Amtes im Range eines Regierungsrates. Für 16 Jahre war er Mitglied im Schweriner Bürgerausschuss. Ab 1903 war er Mitglied im Verein für mecklenburgische Geschichte und Altertumskunde. Neben seiner beruflichen Tätigkeit war er auch als Schriftsteller aktiv. So schrieb er, zeitweise unter dem Pseudonym „Vagel Strauß“, Gedichte, Erzählungen, Lustspiele und Sachbücher, die teilweise auch in niederdeutscher Sprache verfasst waren.
1919/20 gehörte er dem Verfassunggebenden Landtag des Freistaates Mecklenburg-Schwerin an. Von 1920 bis 1926 war er Mitglied des Landtages Mecklenburg-Schwerin für die Deutschnationale Volkspartei (DNVP) und daneben fungierte er von 1924 bis 1926 als Landtagspräsident.
Otto Metterhausen war verheiratet mit Elisabeth Charlotte Emma Pauline, geb. Kroner (1866–1943). Das Paar hatte zwei Kinder, den Sohn Heinrich Ludwig Otto (* 9. Juni 1888 in Hamburg; † 11. November 1946) und die Tochter Anna (* 6. Oktober 1889 Hamburg). Otto Metterhausen verstarb kurz nach Vollendung seines 82. Lebensjahres, seine Grabstätte befindet sich auf dem Alten Friedhof in Schwerin.

## Werke (Auswahl)
- Schelmstück, vertellt von Vagel Strauß, 1901, niederdeutsche Gedichte
- De Wittenstedter Burmeistershochtid, 1903, in: Mecklenburgisches Dichterbuch
- Alte und junge Helden, 1906
- Im Kampf ums Neuland in Südwest. Erzählungen aus dem Hereroaufstande, 1907
- mit Paul Friedrich Evers: Eheferien, 1911, und Fräulein Direktor, 1913, Lustspiele
- Schwerin i. M. Aus der Geschichte der Stadt, Sandmeyer, Schwerin 1928